# Leptophion eithos
Leptophion eithos là một loài tò vò trong họ Ichneumonidae.